# Resilio Sync
Resilio Sync（レジリオリンク）、旧名称 BitTorrent Sync（ビットトレントシンク）は、Resilio, Inc.により提供されているP2Pファイル同期ソフトである。対応デバイスは、Windows、Mac、Linux、Android、iOS、Windows Phone、Amazon Kindle Fire、FreeBSD、となっており幅広いデバイスで利用可能である。

## 歴史
- 2013年1月24日

「BitTorrent, Inc.」は、新たに開発された分散型ファイル同期ソフトのテスターを募集すると発表。その後、2013年1月から2013年4月にかけ、ユーザーを限定して、アルファ版(SyncApp)の利用が開始された。
- 2013年4月23日

アルファ版の公開を一般ユーザーへ拡大 。
- 2013年5月6日

これまでに同期されたデータ量が1ペタバイトを超えたと発表。毎日70テラバイトを超える同期がなされているとの事。。
- 2013年7月16日

これまでに同期されたデータ量が8ペタバイトを超えたと発表。
- 2013年7月17日

アルファ版からベータ版へ移行すると共に、Android版の提供を開始。また、ベータ版からはバージョン番号が付与されるようになった。
- 2013年8月27日

「BitTorrent Sync for iOS」の提供を開始 。
- 2013年11月5日

「BitTorrent Sync Beta API」とクライアント版のバージョン1.2の提供開始をマイルストーンと共に発表。また、月間100万人を超えるアクティブユーザーにより利用されている事、これまでに同期されたデータ量が30ペタバイトを超えたと発表。
- 2014年8月26日

1,000万を超えるユーザーにインストールされ、これまでに同期されたデータ量が80ペタバイトを超えたと発表。
- 2015年3月3日

ベータ版から正式版へ移行。
- 2015年9月9日

Sync2.2の提供開始。バージョン2.0より無料版に設定されていたフォルダー数の制限を撤廃。
- 2016年1月21日

Sync2.3の提供開始。「暗号化フォルダー」の導入 、Windows版ではWindowsサービスとして実行する機能の実装、Android版ではSDカードに対応する。また、Linuxの有料版において選択的同期が導入された。
- 2016年6月1日

「Rainberry, Inc.」が設立され、これまで「BitTorrent, Inc.」にて開発を行ってきたチームと本製品の提供元が「Rainberry,Inc.」へ移行される事が発表された。また、Bittorrentの元CEO、「Eric Klinker」が新会社の責任者へ就任すると発表された。

## 技術・特徴
Resilio Syncは、BitTorrentの技術を使用したファイル同期を行う。
データは、一般的なクラウドを利用しているファイル同期ソフトと異なり、各ユーザーの端末にのみ保存されるため、少なくとも2つ以上の端末が同時にオンライン状態で起動していなければファイル同期は行えない。通信においては、高度な暗号化(標準AES-128)を使用する。通信する際の通信経路は、可能な限り直接通信を行うが、ファイアウォール等で直接通信できない場合においては、本ソフトの利用者で組まれた独自のメッシュネットワークを経由した中継通信が使われる。
同期可能なデータ量は特に制限が設けられていないため、各端末の容量を限界まで利用可能となっている。

## 対応OS
- Microsoft Windows (Windows 7 or later 32 bit and 64 bit)
- Mac OS (10.8 or later)
- Linux (web interface, also GUI available for Debian derived systems)[21][22][23]。
- FreeBSD
- NAS Devices[24]
- Android[25]
- Amazon Kindle[26]
- iOS[27]
- Windows Phone[28][29]